# Robert Raymond Reid
Robert Raymond Reid (Contea di Beaufort, 8 settembre 1789 – Tallahassee, 1º luglio 1841) è stato un politico statunitense, quarto governatore territoriale della Florida.
All'inizio della sua carriera politica fu rappresentante della Georgia e ricoprì diversi incarichi giudiziari. Presiedette la convenzione che redasse la prima costituzione della Florida e sostenne la giustezza della seconda guerra Seminole per cacciare definitivamente i nativi americani dalla Florida.

## Biografia
Robert Reid nacque nella parrocchia di Prince William, Carolina del Sud, nel 1789. Studiò all'Università della Carolina del Sud e in seguito aprì uno studio legale ad Augusta, in Georgia. Dopo essere diventato giudice della Corte Suprema georgiana nel 1816 entrò in politica, rappresentando la Georgia alla Camera dei Rappresentanti dal 1819 al 1823. Continuò poi la carriera da magistrato locale georgiano finché nel maggio 1832 fu nominato giudice degli Stati Uniti per il distretto della Florida orientale dal presidente degli Stati Uniti Andrew Jackson.
La vita di Reid fu segnata da varie tragedie personali. Con la sua prima moglie Anna Margaret McClaws, che sposò nel 1811, ebbe cinque figli: Janet, James, Florida, Rosalie e Robert Raymond III. La prima moglie morì nel 1285, mentre sia Janet che James premorirono al padre nel 1839, la prima forse di malattia e il secondo disperso assieme alla USS Seagull durante una tempesta nell'oceano Pacifico. Il secondo matrimonio avvenne con Elizabeth Napier D. Randolph, che morì di parto nel 1832. Nel 1836 sposò Mary Martha Reid, che in seguito divenne nota per la sua attività di assistenza infermieristica durante la guerra civile americana dirigendo l'ospedale di Richmond. Ebbero due figli, William (morto in fasce) e Raymond Jenckes, tenente dell'esercito confederato perito per le ferite riportare alla battaglia del Wilderness nel 1864.
Il presidente Martin Van Buren nominò in seguito Reid governatore territoriale della Florida nel dicembre del 1839. Rimase in carica per due anni, redigendo la costituzione per il nuovo Stato e divenendo fautore della lotta senza quartiere contro i seminole, gli abitanti originari della Florida. Dopo il termine del suo mandato si ritirò a Tallahassee, sempre in Florida, dove il 1º luglio 1841 rimase vittima di un'epidemia di febbre gialla.